# Benjamin Lucien Royaards (kunstenaar)
Benjamin Lucien Royaards (Schoorl, 7 maart 1939 – Montbrison-sur-Lez, 30 oktober 2009) was een Nederlands aquarellist, beeldhouwer en kunstschilder.

## Biografie
Na zijn opleiding aan de Rijksacademie te Amsterdam heeft Benjamin Royaards geleefd en gewerkt in Nederland (Amsterdam, Edam, Friesland, Zeeland) en in België (Antwerpen). Na diverse periodes in het buitenland - hij werkte met name in New York, Parijs en de Basses-Alpes - vestigde hij zich in 1976 definitief in de Drôme, Frankrijk. Benjamin Royaards heeft zijn leven lang als scheppend kunstenaar gewerkt, dat wil zeggen gedurende de periode die zich uitstrekte van de jaren 50 tot aan de laatste weken voor zijn overlijden in 2009. Zijn hele leven heeft hij elementen in zijn werk die ogenschijnlijk niet bij elkaar pasten, opnieuw gebruikt, hersteld en vormgegeven, waardoor hij uiteindelijk altijd een logisch en coherent eindresultaat tot stand wist te brengen.
Zijn werk wordt gekenmerkt door de afwisseling van periodes waarin het figuratieve en het abstracte elkaar opvolgen of samengaan. Benjamin Royaards maakte in zijn werk gebruik van verschillende schildertechnieken op basis van olieverf, gouache en aquarel. Daarnaast maakte hij vele tekeningen en etsen. Later in zijn carrière, na zijn vertrek naar Frankrijk, begon hij met beeldhouwen. Ondanks het feit dat Benjamin Royaards in zijn leven veel meer schilderijen maakte is het beeldhouwwerk toch onlosmakelijk verbonden met zijn oeuvre. 
Het grootste gedeelte van het werk van Benjamin Royaards bevindt zich in particuliere collecties en in bepaalde musea en instellingen in Nederland of daarbuiten. Een kwart van zijn werk, ongeveer 800 werken in verschillende technieken, wordt beheerd door zijn familie.

## Exposities (selectie)
- 1969 Stedelijk Museum Schiedam, Schiedam
- 1977 Institut Néerlandais, Parijs
- 1979 Grote of Sint-Nicolaaskerk, Edam
- 1983 Singer Museum, Laren
- 1984 Realitées Nouvelles, Grand Palais, Parijs
- 1985 Acte 85, Grand Palais Parijs
- 1990-1993 Smelik en Stokking Galeries, Den Haag
- 1991 Art '91, Londen
- 1994 KunstRAI, Amsterdam
- 1997 Westergasfabriek, Amsterdam
- 1998 Salon du Sud-Est, Lyon
- 2002-2004 Overzichtstentoonstelling atelier, Montbrison sur Lez